# Aeroporto Internacional Toussaint Louverture

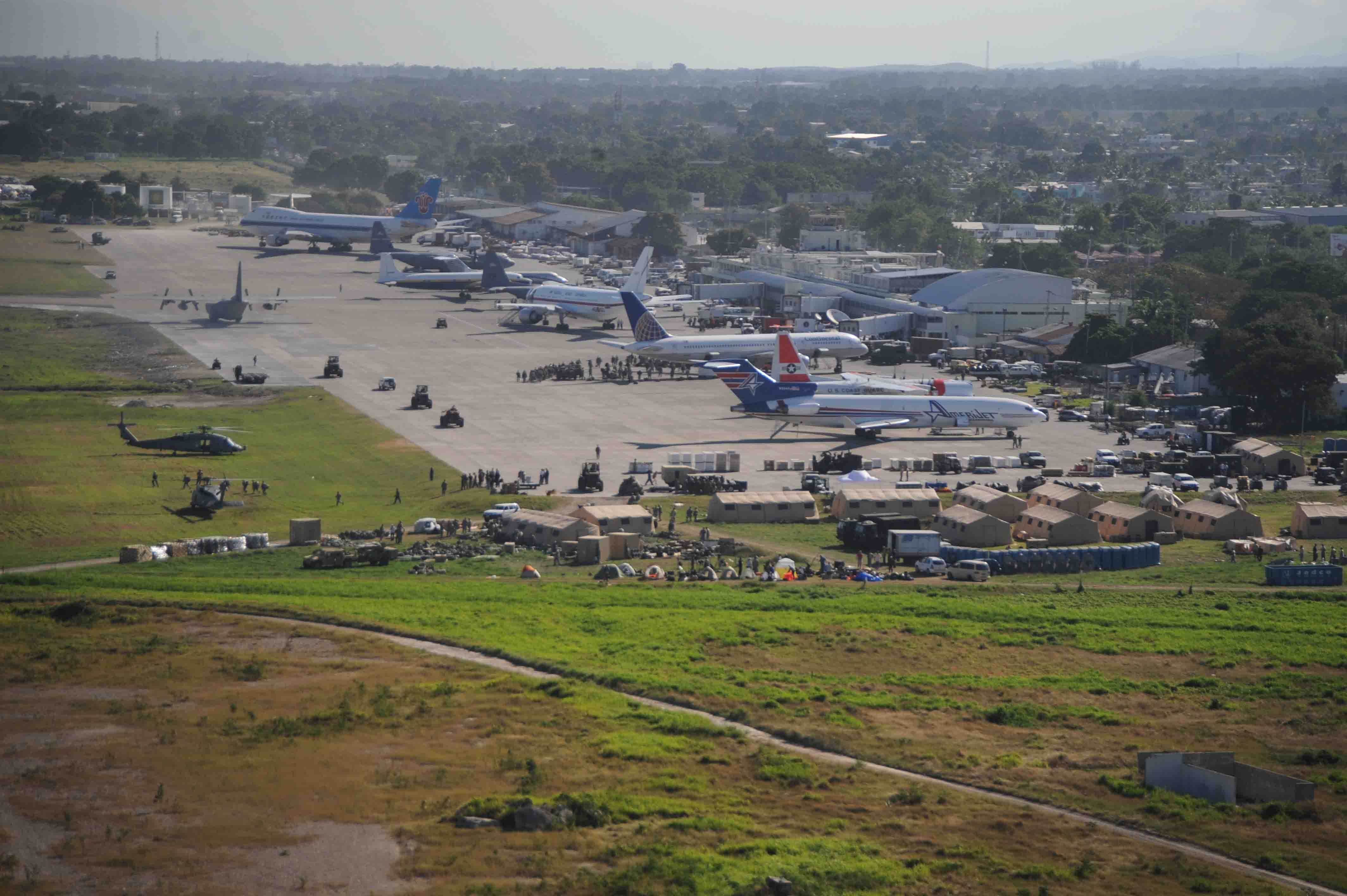
Operações de assistência no aeroporto em 18 de janeiro de 2010.

O Aeroporto Internacional Toussaint Louverture (em francês: Aéroport International Toussaint Louverture) (IATA: PAP, ICAO: MTPP) é um aeroporto localizado em Porto Príncipe, Haiti, servindo como a principal ligação internacional do país.

## História
Na década de 1940, um aeródromo civil e militar, o Bowen Field, foi estabelecido próximo à Baía de Porto Príncipe. Ele serviu como base aérea dos Estados Unidos no Haiti nas décadas de 1950 e 1960.
Construído com doações monetárias do governo estadunidense, o atual aeroporto foi inaugurado em 1965 com o nome de Aeroporto Internacional François Duvalier, em homenagem ao presidente haitiano François Duvalier, o "Papa Doc". Posteriormente, com o fim do governo de Jean-Claude Duvalier, (o "Baby Doc") em 1986, o aeroporto recebeu o nome de Aeroporto Internacional de Porto Príncipe. Em 2003, foi renomeado mais uma vez recebendo o nome de Aeroporto Internacional Toussaint Louverture, em homenagem ao líder revolucionário haitiano.
Após o sismo do Haiti de 2010, o aeroporto foi fechado para operações comerciais. O local está sendo utilizado como principal meio de chegada de auxílio da comunidade internacional. Em 15 de janeiro, a Força Aérea dos Estados Unidos assumiu temporariamente o controle do tráfego aéreo.

## Acesso
O aeroporto pode ser acessado de carro (possui estacionamento adjacente ao edifício do terminal) ou pela National Bus Route 1.

## Linhas aéreas e destinos
| Companhias                      | Destinos                                                                      |
| ------------------------------- | ----------------------------------------------------------------------------- |
| Aerocaribbean                   | Santiago de Cuba                                                              |
| Aerolineas Mas                  | Santo Domingo                                                                 |
| Air Caraïbes                    | Caiena, Fort-de-France, Paris-Orly, Pointe-à-Pitre, Santo Domingo, St Maarten |
| Air Canada                      | Montreal-Trudeau                                                              |
| Air France                      | Caiena, Fort-de-France, Miami, Pointe-à-Pitre                                 |
| Air Transat                     | Montreal-Trudeau                                                              |
| American Airlines               | Fort Lauderdale, Miami, Nova Iorque-JFK                                       |
| American Eagle                  | San Juan, Santiago de los Caballeros, Santo Domingo                           |
| Caribintair                     | Nassau, Santiago de los Caballeros, Jacmel, Jérémie, Les Cayes                |
| Copa Airlines                   | Cidade do Panamá                                                              |
| Corsairfly                      | Paris-Orly                                                                    |
| Delta Air Lines                 | Atlanta, Nova Iorque-JFK                                                      |
| Insel Air                       | Curaçao, Miami, St Maarten                                                    |
| InterCaribbean Airways          | Providenciales, Santo Domingo                                                 |
| JetBlue Airways                 | Fort Lauderdale, Nova Iorque-JFK                                              |
| LAW                             | Santiago, Chile                                                               |
| McCall Aviation                 | Cap-Haitien, Santiago de Cuba, Santo Domingo                                  |
| Pan Am World Airways Dominicana | Santo Domingo                                                                 |
| Spirit Airlines                 | Fort Lauderdale                                                               |
| Sunwing Airlines                | Montreal-Trudeau                                                              |
| Tortug' Air                     | Jacmel, Jérémie, Les Cayes, Port-de-Paix                                      |

## Linhas aéreas cargueiras
| Companhias             | Destinos                                 |
| ---------------------- | ---------------------------------------- |
| ABX Air                | Miami                                    |
| Amerijet International | Kingston, Miami, Santiago, Santo Domingo |
| Arrow Air              | Miami, San Juan                          |
| IBC Airways            | Miami                                    |

## Acidentes
- 12 de fevereiro de 1996 - Um GAF Nomad da Haiti Express, código N224E, caiu logo após a decolagem. Os dois membros da tripulação e oito passageiros morreram.[2]